# Maria Sund
Maria Sund (...) è un'ex sciatrice alpina svedese paralimpica. 
Ha rappresentato la Svezia ai Giochi Paralimpici Invernali del 1992. Ha vinto una medaglia d'argento.

## Carriera
Ai Giochi Paralimpici Invernali del 1992., ha vinto una medaglia d'argento nello Slalom femminile LW5/7,6/8 . Ha gareggiato nella discesa libera femminile LW5/7,6/8 finendo quinta, nello slalom gigante femminile LW5/7,6/8 finendo settima, e nel supergigante femminile LW5/7,6/8.